# KPlato
KPlato je open source nástroj na správu projektů z kancelářského balíku KOffice.